# Эркелин
Эркели́н (фр. Erquelinnes, валлон. Erkelene / Rkèlène, пикард. Erkelene) — коммуна в Валлонии, расположенная в провинции Эно, округ Тюен. Принадлежит Французскому языковому сообществу Бельгии. На площади 44,23 км² проживают 9549 человек (плотность населения — 216 чел./км²), из которых 48,70 % — мужчины и 51,30 % — женщины. Средний годовой доход на душу населения в 2003 году составлял 10 355 евро.
Почтовый код: 6560. Телефонный код: 071.